# Megami Tensei Gaiden: Last Bible
Megami Tensei Gaiden: Last Bible (女神転生外伝 ラストバイブル?, Megami Tensei Gaiden Rasuto Baiburu) è una serie di videogiochi di ruolo sviluppata da Multimedia Intelligence Transfer, Sega e Menue e pubblicata da Atlus e Sega per più piattaforme. Il primo gioco della serie, Revelations: The Demon Slayer, è uscito nel 1992. In seguito sono stati resi disponibili due sequel e cinque titoli spin-off. Nei titoli della serie principale, i giocatori esplorano il mondo di gioco e combattono mostri in battaglie a turni; i giocatori possono inoltre tentare di reclutare mostri e fonderli tra loro. Il titolo spin-off Another Bible è un gioco di strategia a turni, mentre Last Bible Special è un gioco di ruolo controllato da una prospettiva in prima persona.

Schermata di Last Bible III

La serie fa parte del franchise mediatico Megami Tensei, ma poiché Last Bible è stato sviluppato per un pubblico più ampio, compresi i bambini, la serie è attenuata rispetto a Shin Megami Tensei. I critici sono stati per lo più positivi nei confronti della serie, sebbene la grafica dei giochi abbia ricevuto pareri contrastanti. La musica, in particolare quella dei primi due giochi, è stata accolta positivamente. Diversi album musicali con le colonne sonore dei giochi sono stati poi pubblicati da Sweep Records.

## Titoli
- Revelations: The Demon Slayer, originariamente sviluppato in Giappone come Megami Tensei Gaiden: Last Bible, è il primo gioco della serie. È stato pubblicato per Game Boy il 23 dicembre 1992 in Giappone,[1] per Sega Game Gear il 22 aprile 1994 in Giappone[2] e per Game Boy Color il 19 marzo 1999 in Giappone e nell'agosto 1999 in Nord America.[3][4]  Il gioco segue El, un ragazzo che studia magia con il suo insegnante Zodia.[5]
- Megami Tensei Gaiden: Last Bible II è il secondo gioco della serie. È stato reso disponibile per Game Boy il 19 novembre 1993[6] e per Game Boy Color il 16 aprile 1999.[7]  Il gioco segue Yuri, un ragazzo cresciuto dai mostri.[8]
- Last Bible III è il terzo gioco numerato della serie. È stato distribuito per Super Famicom il 4 marzo 1995.[9]  Il gioco segue Ciel, un ragazzo che lascia la sua città natale per viaggiare per intraprendere un viaggio.[8]
- Another Bible è un gioco spin-off.[10]  È uscito per Game Boy il 4 marzo 1995[11] e per telefono cellulare il 18 giugno 2009.[12] Il gioco segue Rashiel, un ragazzo che salva una ragazza dai banditi e va all'avventura con lei.[10]
- Megami Tensei Gaiden: Last Bible Special è il quinto gioco della serie, realizzato per Sega Game Gear il 24 marzo 1995.[13] Il gioco si svolge durante l'epoca della Bibbia e segue un eroe di nome Mahtel.[10]
- Megami Tensei Gaiden: Last Bible New Testament è una serie di giochi per cellulare usciti in Giappone in tre puntate il 16 gennaio 2008,[14]  23 aprile 2009[15]  e 17 settembre 2010.[16]

## Modalità di gioco
Revelations: The Demon Slayer, Last Bible II e Last Bible III sono videogiochi di ruolo dal gameplay simile. I giocatori esplorano il mondo di gioco e combattono vari tipi di mostri. Durante le battaglie, i giocatori scelgono attraverso un menu i comandi che i loro personaggi devono eseguire. I giocatori possono attaccare sia con attacchi fisici che con incantesimi, e differenti tipi di magia sono efficaci contro differenti tipi di mostri. I personaggi imparano nuovi incantesimi nel corso del gioco. Sconfiggendo i mostri, i giocatori guadagnano punti esperienza e denaro. Man mano che i personaggi guadagnano più punti esperienza, i giocatori ottengono l'accesso a punti che possono aggiungere agli attributi dei personaggi; È possibile utilizzare i soldi guadagnati durante le battaglie per acquistare armature, armi e oggetti nei negozi.
I giocatori possono scegliere di dialogare con i mostri invece di combatterli, per tentare di reclutarli nel loro gruppo. Possono inoltre scegliere quale dei loro personaggi usare per reclutare mostri; I giocatori possono anche scegliere tra i loro mostri alleati quando decidono quale personaggio usare per reclutare i mostri. È inoltre possibile utilizzare un tipo di magia chiamato "Combina" per fondere due mostri alleati in un unico nuovo mostro, accedendo a mostri più forti. In Last Bible II, i giocatori possono aumentare la forza dei mostri alleati fornendo loro accessori.  In Last Bible III, si ha accesso a un indicatore che mostra come le risposte date durante le conversazioni influenzino i mostri. The Demon Slayer include una modalità multiplayer sbloccabile in cui due giocatori possono far combattere le rispettive squadre.
Another Bible è un gioco di strategia a turni in cui i giocatori muovono i loro personaggi su caselle per combattere i nemici. Il gameplay è suddiviso in tre fasi: preparazione per le battaglie, combattimenti e città. Durante la preparazione, i giocatori scelgono quali personaggi inviare e successivamente acquistano e vendono oggetti e raccolgono le informazioni necessarie per raggiungere l'area successiva. Analogamente ai titoli numerati Last Bible, i giocatori possono reclutare e fondere i mostri. Last Bible Special è un gioco di ruolo in prima persona e in cui i giocatori mirano a viaggiare attraverso quattro dungeon.

## Sviluppo
Last Bible fa parte del franchise Megami Tensei; tuttavia, è stato realizzato per un pubblico più ampio, compresi i bambini, ed è attenuato rispetto ai giochi Shin Megami Tensei. Ad esempio, i giocatori incontrano mostri piuttosto che demoni e i giochi si svolgono in un mondo fantasy medievale. Diverse aziende sono state coinvolte nella produzione della serie: i titoli numerati sono stati sviluppati da Multimedia Intelligence Transfer; la versione Sega Game Gear di Revelations: The Demon Slayer è stata sviluppata da Sega e i titoli per telefono cellulare New Testament e Another Bible sono stati sviluppati da Menue. Atlus ha pubblicato tutti i giochi tranne Last Bible Special e la versione Sega Game Gear di The Demon Slayer, pubblicati invece da Sega. Atlus ha anche localizzato e pubblicato la versione per Game Boy Color di The Demon Slayer negli Stati Uniti, unico gioco della serie ufficialmente realizzato in lingua inglese, sebbene siano state rese disponibili traduzioni di alcuni giochi da parte dei fan.
La musica in The Demon Slayer e Last Bible II è stata composta da Hiroyuki Yanada e Iwao Mitsunaga e include musica rock progressiva. Yanada ha inoltre composto la musica in Last Bible III, ma senza Mitsunaga; la musica in esso include esempi di bossa nova. La musica in Another Bible è stata composta da Manami Matsumae e include esempi di jazz. Sweep Records ha pubblicato album di molte delle colonne sonore dei giochi come parte della loro serie Discovery, contenente album di colonne sonore di giochi che in precedenza non erano state pubblicate in un album. L'album Megami Tensei Gaiden: Last Bible Soundtrack è stato reso disponibile il 15 settembre 2010, Megami Tensei Gaiden: Last Bible II Soundtrack è uscito il 7 ottobre 2010, Megami Tensei Gaiden: Another Bible Soundtrack è stato pubblicato il 19 gennaio 2011, e Last Bible III Soundtrack è il 5 ottobre 2011.